# Château de Villiers-sur-Port
Le château de Villiers-sur-Port est une ancienne place forte, dont l'origine remonte probablement au XIIe siècle, remaniée à plusieurs reprises, qui se dresse sur le territoire de la commune française de Port-en-Bessin-Huppain dans le département du Calvados, en région Normandie. L'édifice est inscrit au titre des monuments historiques.

## Localisation
Le château est situé sur les hauteurs de Villiers-sur-Port, à 1 kilomètre au sud-ouest de l'Église Saint-Pierre d'Huppain sur la commune de Port-en-Bessin-Huppain, dans le département français du Calvados.

## Historique
Le château, dit Ferme de Villiers, date des XIIIe et XVIe siècles. Selon Arcisse de Caumont, le manoir de Villiers aurait été une importante place forte au Moyen Âge. Il est assurément l'un des plus anciens édifices civils de la région et aurait été probablement construit au XIIe siècle.
Le château est construit pour la famille des de Villiers, puissante famille du Bessin du XIIe au XVIe siècle.
On relève, en 1254, la présence d'un Guillaume, seigneur de Villiers. En 1417, en pleine guerre de Cent Ans, les Anglais s'emparent du domaine, et un des défenseurs, Raoul de Couvert, chevalier, doit laisser son fils en otage au roi d'Angleterre, Henri V.
Les seigneurs de Villiers, conservèrent le fief pendant quatre siècles, et le cédèrent à la famille Héricy, qui le conservera jusqu'au XIXe siècle. Entre-temps le château avait été transformé en ferme et ce probablement dès le XVIIIe siècle.

## Description
Le château est construit en calcaire.
Le manoir comporte deux cours : la première est une grande cour où s'aligne les bâtiments agricoles et, l'autre, plus petite correspond à la cour noble. Cerné de douves, on accédait jadis à la première cour par un pont-levis. Une fois pénétré, sur la droite se dresse l'imposant logis seigneurial daté du début du XVIe siècle. Ses ouvertures, pour la plupart, date du XVIIIe siècle à la suite d'un remaniement. L'une d'elles arbore des décors sculptés de style Renaissance. Le logis est flanqué de deux tours : la première, haute et cylindrique, percée de meurtrières, assurait la défense de ce côté de la cour ; la seconde, à l'arrière donnant sur la cour noble, du XIVe siècle, carrée, contenait les latrines et un escalier à vis qui desservait le logis. En face du logis, se dresse la chapelle du domaine épaulée de puissants contreforts et dont le style la rattache au XIIIe siècle. Vers 1850, elle fut transformée en écurie. Sur la gauche du logis, se trouvent divers bâtiments dont le plus ancien date du XIIe siècle et qui a conservé son portail et ses ouvertures. La plupart des bâtiments arborent des traces de boulins.
La cour intérieur aurait abrité en son centre un donjon carré aux XIIe – XIIIe siècles, et démolie au XIXe siècle, selon une tradition orale recueillie par Arcisse de Caumont.

## Protection
L'ancien château de Villiers-sur-Port à Huppain est inscrit au titre des monuments historiques par arrêté du 2 juillet 1927.